# Iagorlîc (rezerwat przyrody)
Naukowy rezerwat przyrody „Iagorlîc” (rum. Rezervația științifică „Iagorlîc”, można też spotkać zapis Iagorlâc; ukr. Науковий заповідник «Ягорлик»; ros. Государственный заповедник «Ягорлык») – obszar chroniony w Mołdawii, w rejonie Dubosary, na terenie nieuznawanej Naddniestrzańskiej Republiki Mołdawskiej. Zajmuje 863 ha, w tym 223 ha wód. Rezerwatem zarządza państwowa agencja „Państwowy rezerwat przyrody «Iagorlîc»” (ros. Государственное учреждение „Государственный заповедник «Ягорлык»”) powołana przez parlament Naddniestrza w 1994 roku. Jego celem jest ochrona cennych ekosystemów wodnych i nadbrzeżnych w ujściowym odcinku rzeki Jahorłyk do Dniestru, spiętrzonego przez zaporę w Dubosarach. W agencji zatrudnionych jest 13 osób (4 w administracji, 5 w wydziale badawczym i 4 w służbach ochronnych). 
Rezerwat naukowy (ros. заповедник, zapowiednik) powołano jako drugi w granicach współczesnej Mołdawii i objął obszar utworzonego w 1972 roku na powierzchni 270 ha rezerwatu przyrody (ros. заказник, zakaznik) „Golful Goianei”, otaczające skarpy oraz 250 ha przyległych gruntów, łącznie 1044,41 ha. W 1990 roku część gruntów oddano pod zarząd sąsiednim sowchozom ograniczając jego rozmiar do dzisiejszych 863 ha. Mimo to w naddniestrzańskim prawodawstwie funkcjonuje pierwotna wartość. Ze względu na konflikt naddniestrzański i trudności gospodarcze badania naukowe rozpoczęto dopiero w 2000 roku. 
Rezerwat utworzono w celu ochrony zasobów przyrodniczych, prowadzenia badań naukowych (szczególnie dotyczących sukcesji wtórnej) i edukacji w zakresie ochrony środowiska. Na terenie rezerwatu rozróżnia się siedliska lasów naturalnych, lasów z nasadzeń sztucznych (powstałych przede wszystkim w ramach umacniania brzegów zbiornika wodnego), formacji stepowych, podmokłych łąk i ruderalnych oraz tereny wodne. Na terenie rezerwatu odnaleziono 101 gatunków rzadkich roślin chronionych, z czego 16 z Czerwonej Księgi Roślin (zarówno mołdawskiej, jak i ukraińskiej), w tym endemiczną dla lewobrzeża Dniestru strzęplicę mołdawską (koeleria moldavica).